# Région du nord-est (Singapour)
Pour les articles homonymes, voir Région du Nord-Est.

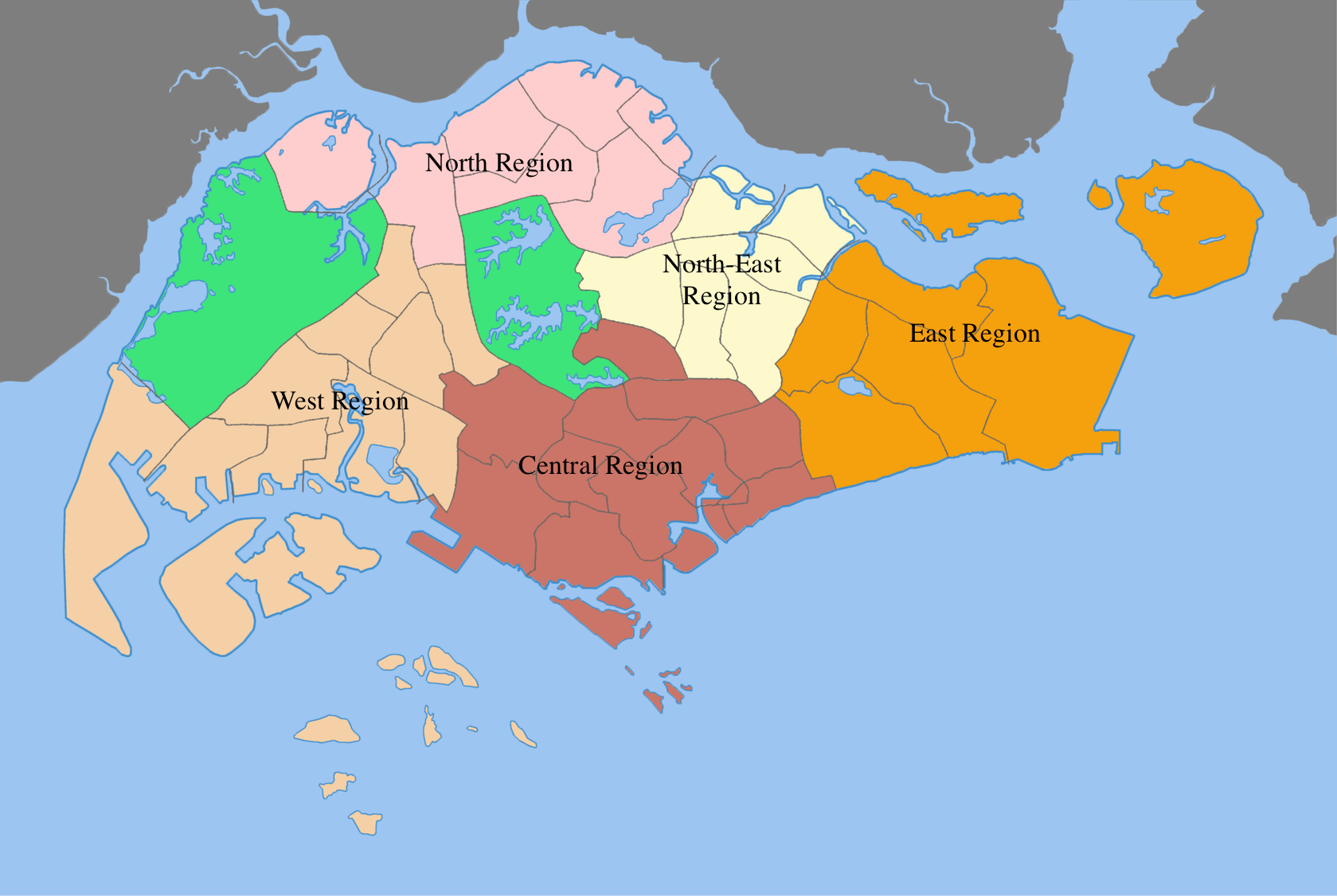
Région du nord-est en blanc sur cette carte de Singapour

La Région du nord-est est l'une des cinq régions qui constituent la cité-État de Singapour. Elle s'étend sur 103,9 km2 et comprend sept zones de développement urbain (Ang Mo Kio, Hougang, North-Eastern Islands, Punggol, Seletar, Sengkang et Serangoon).